# こうのとり伝説米
こうのとり伝説米（こうのとりでんせつまい）とは、埼玉県鴻巣市で生産される地域ブランドの有機栽培の米である。埼玉の米「彩のかがやき」などを独自の基準で栽培する。ほのかな甘みとほどよい粘り気が特長。埼玉県特別栽培米。

## 米作り
2006年、鴻巣市やJA鴻巣市、埼玉県農林総合研究センターなどの協力のもと、通常の「彩のかがやき」ではなく、極良食味で極良品質の「彩のかがやき」を生産する“こうのとり伝説米プロジェクト”を結成する（後にJA鴻巣市特別栽培米部会となる）。2007年に厳しい栽培指標を標榜して栽培を開始した。
この取り組みの結果、一般の「彩のかがやき」に対して10a当たり粗利益110％という効果があったとされる。
また、夜温（最低気温）を下げるため井戸水を利用し、井戸を設置した圃場や井戸水のくみ入れが可能な圃場だけで栽培を行ったりしている。
2010年は記録的な猛暑の影響で生育不良となり、等級格付けが1等のコメが生産できず、「こうのとり伝説米」というブランドでの販売は無かったが、翌2011年は高温に負けないための栽培管理の徹底を図ったりした。
なお、お米マイスターの西島豊造（スズノブ）はこうのとり伝説米を「柔らかくて甘みがある」と紹介している。

## 栽培基準
こうのとり伝説米は厳しい栽培指標を自主規定している。
1. 種子更新率100%（自家採種の禁止）[2][8]。
2. 減農薬・減化学肥料で栽培する埼玉県認証特別栽培米の取得[2][8]。
3. 玄米タンパク質は6%以下が目標[注釈 3]（「彩のかがやき」では6.0％以下、「キヌヒカリ」では6.5％以下）[2][8][4]。
4. グレーダーのふるい目1.9ミリで玄米を選別[2][8][注釈 4]。

## 鴻巣の「こうのとり伝説」とは
「こうのとり伝説米」という名は、鴻巣市の地名となった伝説に由来する。その伝説は以下の趣旨で伝わる。
「鴻巣に大きな樹木があり、お供えをしないと祟りを成すと村人は畏れていたが、ある時、その樹木にコウノトリが巣をかけ卵を温めはじめた。そこに大蛇が現れ、卵を食べようとするが、コウノトリとの戦いとなり、大蛇は撃退された。以後、この地に災いは無くなり、コウノトリが巣をかける地と言う意味で「鴻巣」と呼ばれることになった。」